# Sumayeh Attiyeh
Sumayeh Attiyeh est une conférencière et écrivaine né à Tripoli (Liban) en mars 1890 et morte à Saint-Pétersbourg (Floride) en septembre 1978. 

## Biographie
Issue d'une famille chrétienne protestante, elle est la fille d'une traductrice et d'un père haut fonctionnaire de la Syrie ottomane. Ce dernier l'encourage à faire des études à l'étranger et en 1902, alors qu'elle est âgée de douze ans, il l'envoie seule à Chicago. Elle rêve de devenir médecin et de retourner travailler plus tard dans sa ville d’origine, Tripoli. 
Mais son projet tourne court l'année suivante à la suite de la mort de son père qui l'oblige à abandonner ses études pour subvenir elle-même à ses besoins. Elle trouve alors un emploi auprès d’un grand magasin, et touche six dollars par semaine. En parallèle, elle apprend l'anglais tandis son origine arabe, rare à l'époque aux États-Unis, attise la curiosité et la fait inviter à donner des conférences sur le Moyen-Orient. Lors d'une de ses conférence, elle est repérée par un membre du mouvement social éducatif américain Chautauqua, qui lui propose de travailler avec ce mouvement. 
Les années suivantes, son talent de conférencière lui apporte une attention médiatique et une source supplémentaire de revenu qu'elle utilise pour aider sa famille dans son pays d'origine, qui finit par émigrer à son tour aux États-Unis. Devant auteure (en anglais et en arabe dans des journaux et des magazines), en plus de conférencière, elle met sa notoriété au service de la diffusion d'une meilleure connaissance des Orientales en occident. 
Elle meurt en 1978 à l'âge de 88 ans.